# Herniaria latifolia
Herniaria latifolia là loài thực vật có hoa thuộc họ Cẩm chướng. Loài này được Lapeyr. mô tả khoa học đầu tiên năm 1813.